# Ilıpınar, Karlıova
Ilıpınar là một xã thuộc huyện Karlıova, tỉnh Bingöl, Thổ Nhĩ Kỳ. Dân số thời điểm năm 2010 là 371 người.